# Vuurvleugelparkiet
De vuurvleugelparkiet (Brotogeris pyrrhoptera) is een vogel uit de familie Psittacidae (papegaaien van Afrika en de Nieuwe Wereld).

## Kenmerken
Deze parkiet is 20 cm lang. De vogel is overwegend groen met een blauwachtig gekleurde kruin en bleekgrijze wangen. De ondervleugeldekveren zijn oranje en vleugelveren zijn blauwgroen. De snavel is relatief groot en licht gekleurd.

## Verspreiding en leefgebied
Deze soort komt voor van westelijk Ecuador tot noordwestelijk Peru. Het leefgebied bestaat uit verschillende typen natuurlijk bos zoals vochtig tropisch loofbos, maar ook droog bos en halfagrarisch gebied met her en der struikgewas.

## Status
De grootte van de populatie is niet bekend omdat de jaar op jaar fluctuaties zeer groot zijn. Wel is bekend dat de populatie-aantallen afnemen door vangst voor de volièrevogelhandel. Daarnaast is er habitatverlies, het leefgebied wordt aangetast door ontbossing waarbij natuurlijk bos wordt omgezet in gebied voor agrarisch gebruik zoals begrazing door runderen, schapen en geiten. Om deze redenen staat deze soort als kwetsbaar op de Rode Lijst van de IUCN.
Er gelden beperkingen voor de handel in deze parkiet, want de soort staat in de Bijlage II van het CITES-verdrag.